# Ramme Sogn
Ramme Sogn er et sogn i Lemvig Provsti (Viborg Stift).
I 1800-tallet var Ramme Sogn anneks til Dybe Sogn. Begge sogne hørte til Vandfuld Herred i Ringkøbing Amt. Dybe-Ramme sognekommune blev ved kommunalreformen i 1970 indlemmet i Lemvig Kommune.
I Ramme Sogn ligger Ramme Kirke.
I sognet findes følgende autoriserede stednavne:
- Bonnet (bebyggelse)
- Hjortkær (bebyggelse)
- Marsbjerg (bebyggelse)
- Ramme (bebyggelse)
- Ramme Dige (areal)
- Rammegård (landbrugsejendom)
- Rammeskov (bebyggelse)
- Rysensten Bæk (vandareal)
- Yderstræde (bebyggelse)